# Nachal Daja
Nachal Daja (hebrejsky נחל דיה) je vádí v jižním Izraeli, v severní části Negevské pouště.
Začíná v nadmořské výšce okolo 600 metrů na svazích hory Har Daja. Směřuje pak k severu pouštní krajinou s rozptýleným beduínským osídlením. Od jihu přijímá vádí Nachal Daja. Nedaleko od dálnice číslo 80 na okraji planiny Bik'at Arad ústí zleva do vádí Nachal Kitmit.